# Kootenia
Genre
Kootenia est un genre de trilobites de la famille des Dorypygidae (en). 118 spécimens ont été trouvés dans la couche à phyllopodes (en) des schistes de Burgess dans la carrière de Walcott (en). Ses principales caractéristiques sont celles du genre étroitement apparenté Olenoides, notamment une taille moyenne, une grande glabelle et un pygidium de taille moyenne, mais il n'a pas les forts sillons interpleuraux du pygidium d'Olenoides.

## Systématique
Le genre Kootenia a été créé en 1889 par Charles D. Walcott comme étant un sous-genre de Bathyuriscus en décrivant Bathyuriscus (Kootenia) dawsoni.

## Synonymes
On considère parfois que Kootenia est un synonyme récent d’Olenoides en raison de leurs similitudes marquées et du fait que la principale différence entre eux semble être variable.

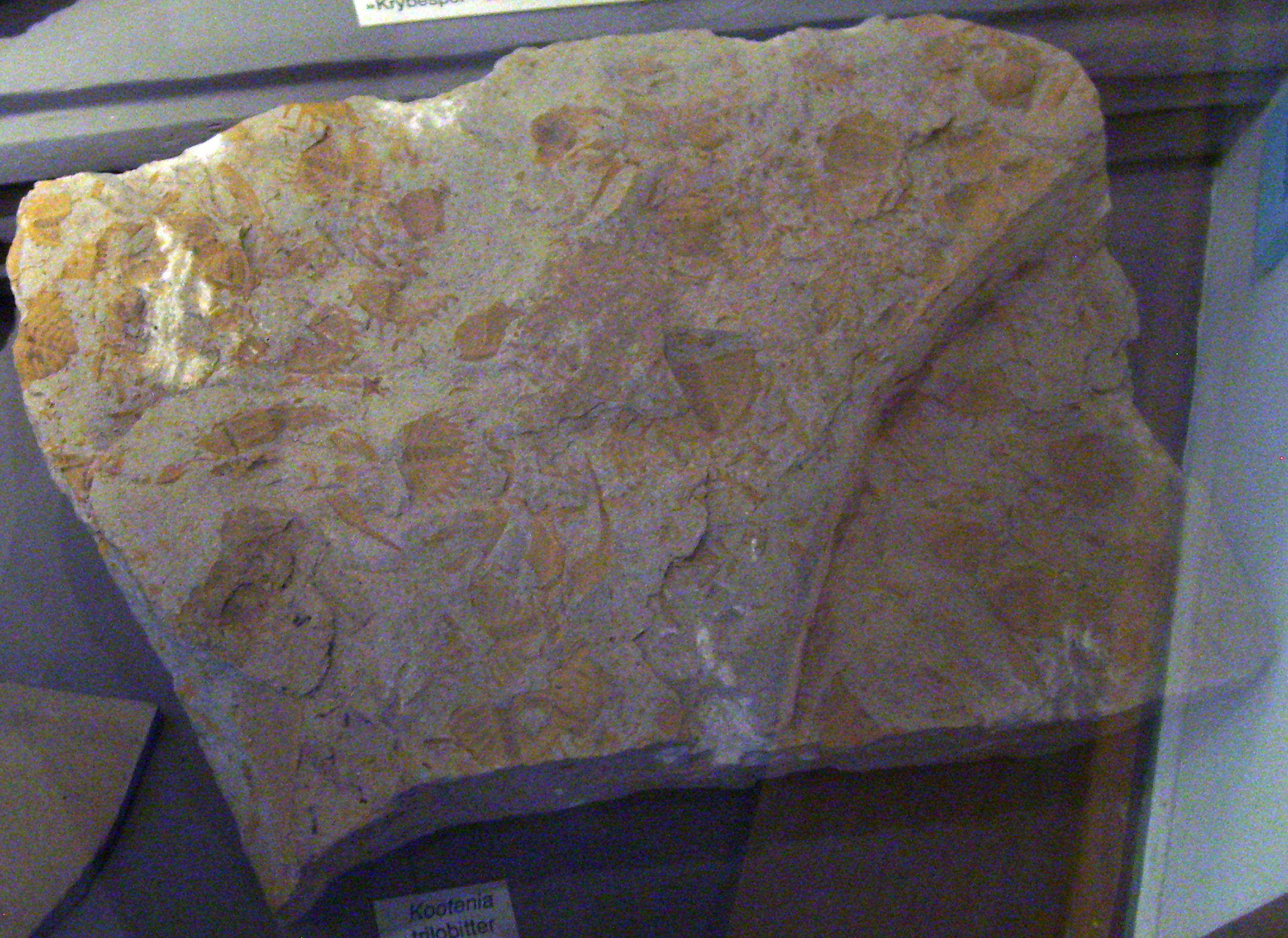
Fossiles de Kootenia au Musée géologique de Copenhague.

## Liste d'espèces
Selon BioLib (31 janvier 2021) :
- † Kootenia aculacauda Fritz, 1968
- † Kootenia bolis Zhang et al., 1980
- † Kootenia boucheri Shaw, 1957
- † Kootenia crassa Fritz, 1968
- † Kootenia crassinucha Fritz, 1968
- † Kootenia dawsoni (Walcott, 1889)
- † Kootenia diutina Fritz, 1972
- † Kootenia fida Zhang et al., 1980
- † Kootenia fuyangensis Ju, 1983
- † Kootenia germana Resser, 1939
- † Kootenia idahoensis Resser, 1939
- † Kootenia longa Ju, 1983
- † Kootenia mathewsi Resser, 1939
- † Kootenia mendosa Resser, 1939
- † Kootenia randolphi Robson & Bancock, 2011
- † Kootenia shanxiensis Zhang et al., 1980
- † Kootenia spencei Resser, 1939
- † Kootenia styrax Palmer & Gatehouse, 1972
- † Kootenia yichunensis Duan & An, 2001

## Publication originale
- (en) Charles D. Walcott, « Description of new genera and species of fossils from the Middle Cambrian », Proceedings of the United States National Museum, Washington, Inconnu, vol. 11, no 738,‎ 1889, p. 441–446 (ISSN 0096-3801 et 2377-6560, OCLC 1259735, DOI 10.5479/SI.00963801.11-738.441, lire en ligne).